# Bobby Shmurda
Ackquille Jean Pollard (Miami, Florida; 4 de agosto de 1994), conocido profesionalmente como Bobby Shmurda, es un rapero estadounidense. Junto con Rowdy Rebel, Shmurda es considerado un pionero de la música drill de Brooklyn. Saltó a la fama en 2014 cuando su sencillo "Hot Nigga" alcanzó el puesto número seis en el Billboard Hot 100. El éxito de la canción llevó a Shmurda a firmar un contrato con Epic Records. Su EP debut, Shmurda She Wrote, fue lanzado en noviembre de 2014.
En diciembre de 2014, el Departamento de Policía de Nueva York arrestó a Shmurda y lo acusó, junto con varios otros miembros de su colectivo GS9, de conspiración, posesión de armas y puesta en peligro imprudente. En 2016, se declaró culpable y fue condenado a siete años en prisión, que se redujeron a cinco después de recibir crédito por el tiempo que había cumplido en espera de juicio. Después de más de seis años en prisión, Shmurda fue liberado del Centro Correccional Clinton en febrero de 2021.

## Carrera
Shmurda alcanzó la fama en 2014 con el lanzamiento de su canción "Hot Nigga". El tema utiliza el instrumental de la canción "Jackpot" de Lloyd Banks de 2012. La canción y el video musical que la acompaña se volvieron virales poco después de ser subidos a YouTube en la primavera de 2014. "Shmoney dance", un baile que Shmurda interpreta en el video, se convirtió en un meme de Internet y apareció en numerosos vines en 2014 y fue replicada por artistas como Jay-Z, Beyoncé y Drake.

## Condena penal
El 17 de diciembre de 2014, la policía de Nueva York arrestó a Shmurda y a otras 14 personas, incluidas su hermano Javese y su compañero de sello Rowdy Rebel. La policía acusó a Shmurda de conspiración para cometer asesinato, puesta en peligro imprudente y posesión de drogas y armas.´El 9 de septiembre de 2016, como parte de una negociación de culpabilidad, Shmurda se declaró culpable de un cargo de conspiración en tercer grado y un cargo de posesión de armas, y fue sentenciado a siete años de prisión. Fue puesto en libertad el 23 de febrero de 2021.

## Discografía

### Mixtapes
| Título                    | Detalles                                                                                    |
| ------------------------- | ------------------------------------------------------------------------------------------- |
| Shmoney Shmurda (con GS9) | - Lanzamiento: 8 de julio de 2014 - Sello: GS9 - Formatoː Descarga digital                  |
| Shmurdaville              | - Lanzamientoː 14 de octubre de 2014 - Sello: GS9, Shmurdaville - Formatoː Descarga digital |

### EP
| Título            | Detalles                                                                         | Posición más alta | Posición más alta | Posición más alta | Certificaciones |
| Título            | Detalles                                                                         | US                | US R&B/HH         | US Rap            | Certificaciones |
| ----------------- | -------------------------------------------------------------------------------- | ----------------- | ----------------- | ----------------- | --------------- |
| Shmurda She Wrote | - Lanzamientoː 10 de noviembre de 2014 - Sello: Epic - Formatoː Descarga digital | 79                | 7                 | 5                 | - RIAA: Oro     |

### Sencillos
| Título                          | Año  | Posición más alta | Posición más alta | Posición más alta | Posición más alta | Posición más alta | Posición más alta | Posición más alta | Certificaciones    | Álbum             |
| Título                          | Año  | US                | US R&B/HH         | US Rap            | CAN               | FRA               | NZ Hot            | UK                | Certificaciones    | Álbum             |
| ------------------------------- | ---- | ----------------- | ----------------- | ----------------- | ----------------- | ----------------- | ----------------- | ----------------- | ------------------ | ----------------- |
| "Hot Nigga"                     | 2014 | 6                 | 1                 | 1                 | 34                | 131               | —                 | 74                | - RIAA: 5× Platino | Shmurda She Wrote |
| "Bobby Bitch"                   | 2014 | 92                | 25                | 21                | —                 | —                 | —                 | —                 | - RIAA: Platino    | Shmurda She Wrote |
| "No Time for Sleep (Freestyle)" | 2021 | —                 | —                 | —                 | —                 | —                 | 35                | —                 |                    | TBA               |